# Tyler Bates
Tyler Bates, född 5 juni 1965 i Los Angeles, är en amerikansk musikproducent samt kompositör av film- och datorspelsmusik. Han började sin karriär 1993 med filmen Blue Flame, men han fick inte sitt riktiga genombrott förrän drygt tio år senare i och med hans medverkan på filmen Dawn of the Dead. Detta var början på ett samarbete med regissören Zack Snyder som varade från Dawn of the Dead till 300 (2006), Watchmen (2009) och Sucker Punch (2011). Förutom dessa har Tyler även varit med och komponerat musiken till filmerna Halloween, Halloween II, The Devil's Rejects, Doomsday, See No Evil, Killer Joe, Conan the Barbarian, The Darkest Hour och Super. Bates har även bidragit med musik till datorspel såsom Transformers: Fall of Cybertron, Transformers: War for Cybertron, Army of Two: The 40th Day, Watchmen: The End Is Nigh, Rise of the Argonauts och God of War: Ascension.